# Punta della Sana
La Punta della Sana (3.436 m s.l.m. - in francese Pointe de la Sana ) è una montagna delle Alpi della Vanoise e del Grand Arc nelle Alpi Graie.

## Accesso alla vetta
Si può salire sulla montagna partendo dal refuge de la Femma (2.352 m).